# Edward Low

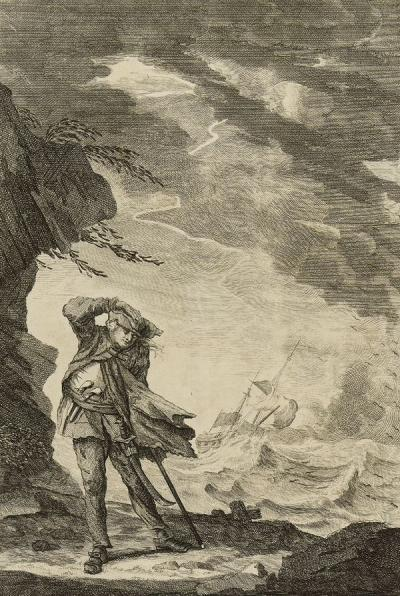
Edward Low

Edward Lows flagga.

Edward Low (cirka 1690–1724) var en engelsk pirat under 1700-talet. Hans uppväxt kantades av kriminalitet redan vid ung ålder. Low var en fattig pojke som bland annat stal för att överleva. Han var en spelare och bråkmakare, detta medförde att han blev berömd och föraktad för sina brott.
Efter att ha stulit ett skepp kom han till Karibien, där han började plundra fartyg och snart växte hatet mot honom bland de olika nationerna i Västindien. Även hans manskap började ogilla honom. Low lär bland annat av rent nöje ha slitit ut hjärtan och inälvor från fångar och egna besättningsmedlemmar och sedan tvingat andra att äta de olika kroppsdelarna. Edward stal för att få pengar.
Edward Lows piratflagga skall ha föreställt ett blodrött skelett på en svart bakgrund.